# Клещёв, Валерий Николаевич
Валерий Николаевич Клещёв (13 августа 1945, Переславль-Залесский, СССР — 20 мая 2008, Россия) — советский футболист и тренер, игрок ярославского «Шинника».

## Биография
Родился в Переславле-Залесском в 1945 году. Окончил в 1962 году Переславское ремесленное училище, затем окончил вечернюю школу, устроился на работу слесарем на автобазе, которая позже была переименована в авторемонтный завод. Выступал за заводскую команду АРЗ в чемпионатах города и области, в составе команды стал обладателем кубка Переславля и победителем областного чемпионата по обществу «Спартак».
Три года служил в Советской армии, в воздушно-десантных войсках. Во время службы играл за городскую команду Полоцка. После службы в армии приехал в Ярославль по приглашению своего друга Владимира Панкова, который позже привёл его на тренировку ярославской команды «Шинник». В 1968 году Валерий Клещёв стал игроком основного состава, дебютировал за команду в кубке СССР в матче против саратовского «Сокола».
За ярославскую команду во второй лиге СССР по футболу провёл тринадцать сезонов, провёл 445 матчей, забил 43 мяча. После окончания карьеры футболиста работал тренером в детско-юношеской школе «Шинника» и в Переславской детской спортивной школе. В последние годы был на пенсии. Умер 20 мая 2008 года. В Переславле проходит футбольный турнир памяти В. Н. Клещёва.